# Kittali, Badami
Kittali là một làng thuộc tehsil Badami, huyện Bagalkot, bang Karnataka, Ấn Độ.